# Jaime Boloix y Canela

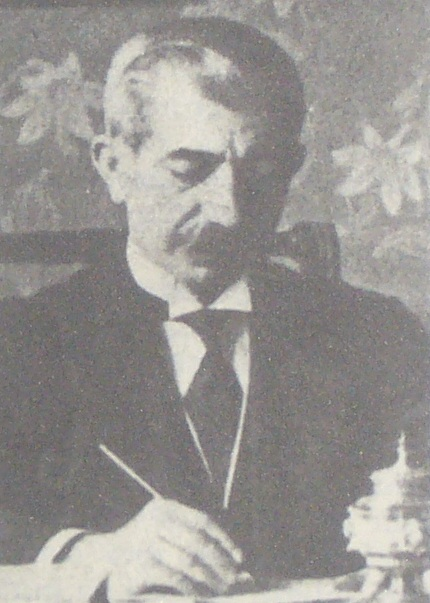
Jaime Boloix y Canela

Jaime Boloix y Canela (Igualada, Barcelona, 28 de marzo de 1866-Barcelona, 21 de enero de 1921) fue un poeta español en lengua catalana y española, fundador de la revista La Creu de Catalunya.

## Biografía

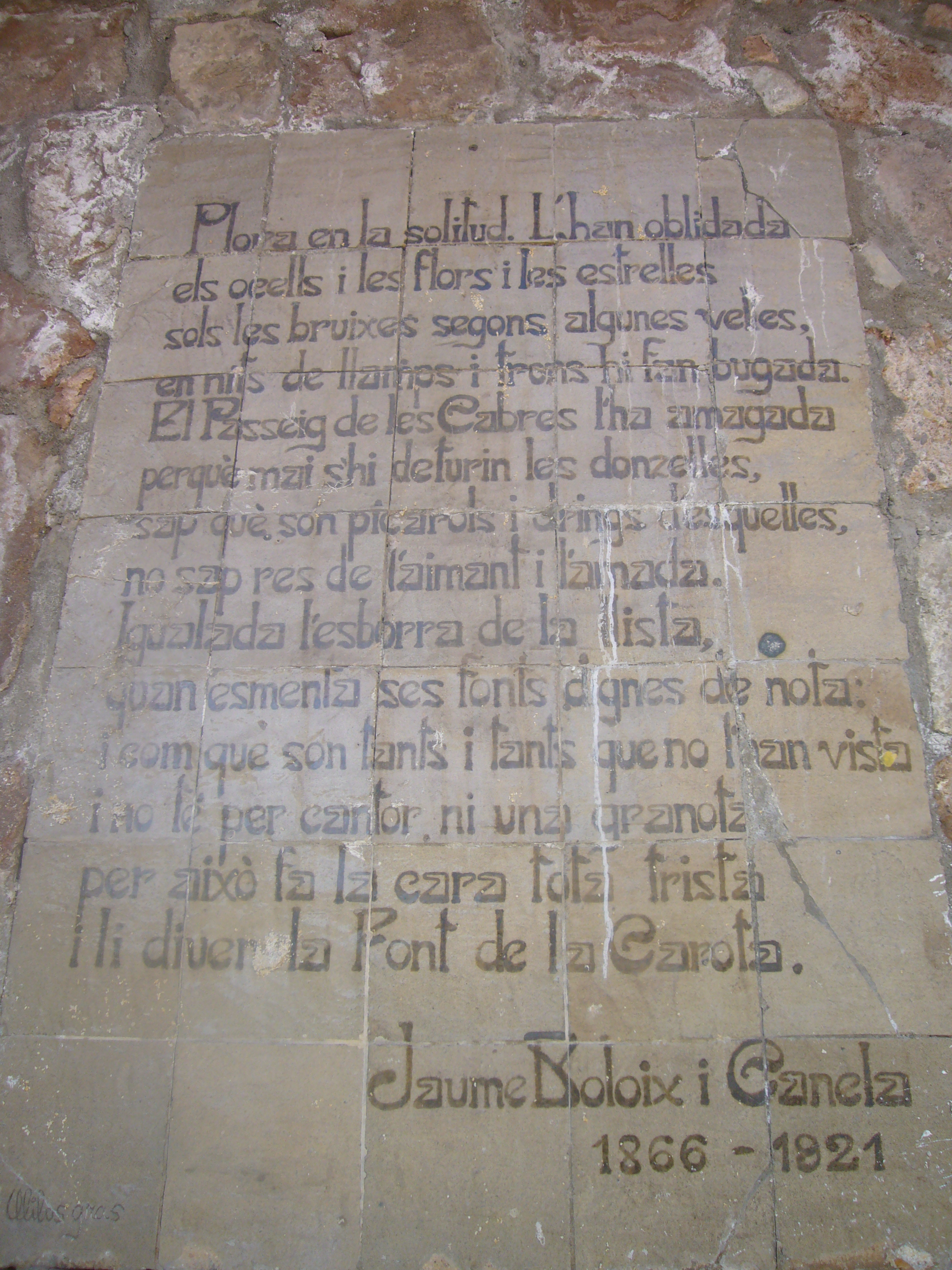
Poema de Boloix i Canela dedicado a la Fuente de la Carota, en Igualada

Estudió en la escuela de los Padres Escolapios situada en el antiguo convento de San Agustín de Igualada y pasó más de diez años fuera de Cataluña durante su adolescencia. Durante ese periodo ingresó en el seminario de Santo Domingo de la Calzada, donde estudió dos años. De vuelta en Cataluña, entristece por la pérdida de una chica que había querido, hecho que le influencia en su obra posterior. En 1904 fundó la revista católica La Creu de Catalunya. Fue nombrado socio de mérito de la Pontificia y Real Academia Bibliográfica Mariana de Lérida, Caballero de la Santa Casa de Loreto, e hijo adoptivo de Tarragona.

## Obra
Su poesía es mayoritariamente de temática religiosa, con influencias de Jacinto Verdaguer. Concurrió a diversos certámenes literarios en Barcelona, Sant Martí de Provençals, Gràcia, Valls, Lérida, Tarragona, Olot, Manresa, Gerona, Falset, Igualada, La Bisbal, Manlleu, Ripoll, etc., obteniendo premios en todos ellos, incluyendo el de los Juegos Florales de Barcelona en 1898 (Accésit al Premio del Fomento del Trabajo Nacional con la obra La Filosa). Sus obras completas se publicaron en 1927.
Dedicó un poema a la Fuente de la Carota, fuente de la que todavía se conserva el abrevadero para los animales, y que se encuentra en la calle de Santa Ana, en Igualada. junto a la fuente hay unas baldosas que reproducen dicho poema.

## Obras
- Los Dolors de Maria, Lérida, Imprenta Mariana, 1889
- L'Assumpta: poema en deu cants y en vers, Vich, Ed. Ramon Anglada, 1891
- La Madre, poemita, Tarragona, F. Arís, 1891
- Los Besos, 1897
- La Briballa d'en Boquica, 1898
- Voladuries, Barcelona, Subirana i Germans, 1903
- Quinto Centenario de Nuestra Señora de la Piedad, Igualada, Poncell, 1920
- Coloquios Eucarísticos (traducción), Barcelona, 1921
- Poesies (obras completas en dos volúmenes), Igualada, Poncell, 1927